# Алматинский главпочтамт
Алматинский главпочтамт — почтамт в городе Алма-Ате, построенный в 1934 году в рамках строительства правительственного комплекса новой столицы Казахской ССР.

## История
Первое почтовое отделение связи в г. Верном, ныне г. Алматы, было открыто в 1860 году. В дальнейшем его преобразовали в почтово-телеграфную контору, в подчинении которой к 1883 году работало 14 почтовых отделений связи. Первое отделение почтамта располагалось в тесном помещении в районе Зеленого базара. Здание почтамта было построено в 1931-1934 гг. как часть ансамбля правительственных зданий на бывшей Казачьей площади в связи с переносом столицы Казахской ССР из Кызылорды в Алма-Ату. Здание, называвшееся тогда «Дом связи», построено архитектором Г. Г. Герасимовым (по другим данным - М. Я. Гинзбург и братья Голосовы) в стиле конструктивизма. В Доме связи размещался почтамт, телеграф, телетайп, международный и городской телефон.
В 1960 году к зданию Дома связи был пристроен новый корпус с курантами по проекту Е. К. Дятлова, Ким До Сена и И. Попова, инженер Ю. Скринский. Куранты были запущены в 1963 году. Куранты главпочтамта были романтическим местом встречи для всего города.   
Позднее новый корпус с курантами был передан консерватории имени Курмангазы.
В 2003 году отреставрированные часы были вновь запущены в День города в присутствии акима города Виктора Храпунова. Запуск часов сопровождался открытием выставки с архивными фотографиями 60-х годов. Реконструкция была произведена за счёт Казкоммерцбанка и обошлась в 4,5 млн тенге. Реставрационные работы были осуществлены казахстанской компанией «Синдикат».
В 2006 году в здании произошёл пожар, пострадали помещения на втором этаже.
По состоянию на 2018 год в здании по прежнему расположено главное городское отделение почты и Дирекция корпоративных продаж.

## Статус памятника
4 апреля 1979 года было принято Решение исполнительного комитета Алма-Атинского городского Совета народных депутатов № 139 «Об утверждении списка памятников истории и культуры города Алма-Аты», в котором было указано здание Дома связи. Решением предусматривалось оформить охранное обязательство и разработать проекты реставрации памятников.
10 ноября 2010 года был утверждён новый Государственный список памятников истории и культуры местного значения города Алма-Аты, одновременно с которым все предыдущие решения по этому поводу были признаны утратившими силу. В этом Постановлении был сохранён статус памятника местного значения здания Дома связи. Границы охранных зон были утверждены в 2014 году.